# Claud Allister
Claud Allister (3 oktober 1888 - 26 juli 1970) was een Brits acteur.

## Biografie
Allister maakte zijn toneeldebuut in 1910. Pas op latere leeftijd, in 1929, maakte hij de overstap naar de filmwereld. Zijn eerste film was The Trial of Mary Dugan (1929) met Norma Shearer in de hoofdrol. Hierna volgden de rollen elkaar snel op. Hoofdrollen speelde hij in onder meer in Monte Carlo (1930) en Reaching for the Moon (1930). Andere grote rollen had hij in The Private Life of Henry VIII (1933), The Private Life of Don Juan (1934) en Dracula's Daughter (1936). Allister zou nog acteren tot 1954. Zijn laatste rol speelde hij in The Black Shield of Falworth.
Allister overleed in 1970 op 81-jarige leeftijd en ligt begraven op het Westwood Village Memorial Park Cemetery.
- Biblioteca Nacional de España: XX5062670
- Bibliothèque nationale de France: cb161636583 (data)
- Gemeinsame Normdatei: 113222974X
- International Standard Name Identifier: 0000 0001 1580 8959
- Library of Congress Control Number: no90015094
- SNAC: w6gn10nm
- Virtual International Authority File: 121726868
- WorldCat: E39PBJx8xPYh8bYPTmyCgTgMyd